# Босія (Бакеу)
Босія (рум. Bosia) — село у повіті Бакеу в Румунії. Входить до складу комуни Вултурень.
Село розташоване на відстані 235 км на північний схід від Бухареста, 33 км на південний схід від Бакеу, 89 км на південь від Ясс, 121 км на північний захід від Галаца.

## Населення
За даними перепису населення 2002 року у селі проживала 81 особа, усі — румуни. Усі жителі села рідною мовою назвали румунську.